# Linda Tuhiwai Smith
Linda Tuhiwai Te Rina Smith CNZM (nascida Mead; 1950) anteriormente professora de educação indígena na Universidade de Waikato em Hamilton, na Nova Zelândia, é uma professora catedrática em Te Whare Wānanga o Awanuiārangi. Filha de Sidney Moko Mead, ela faz parte dos povos indígenas Ngāti Awa e Ngāti Porou iwi.

## Carreira acadêmica
Smith obteve seu bacharelado, mestrado (com honrarias) e doutorado na Universidade de Auckland. Sua tese de 1996 foi intitulada Ngā aho o te kakahu matauranga: the multiple layers of struggle by Maori in education. Ela era membro do grupo político Māori Ngā Tamatoa quando era estudante universitária.
Smith é o autora do livro Decolonizing Methodologies (Zed Books, 1999, 2012 e 2021), uma análise crítica do papel da pesquisa acadêmica ocidental desempenhada no processo de colonização de culturas indígenas. Este trabalho é considerado uma contribuição importante para metodologia científica em pesquisa de justiça social.
Smith é o Pró-Vice Chanceler Māori, Reitora da Escola de Māori e Desenvolvimento do Pacífico e Diretor do Te Kotahi Research Institute na Universidade de Waikato.
Nas honras de Ano Novo de 2013, Smith foi nomeada para a Companhia da Ordem do Mérito da Nova Zelândia pelos seus serviços prestados aos povos Māori na área da educação. Em 2017, Smith foi selecionada como uma das "150 mulheres em 150 palavras" da Royal Society Te Apārangi, celebrando as contribuições das mulheres para o conhecimento na Nova Zelândia.
Em novembro de 2016, ela foi nomeada membro do Tribunal de Waitangi. No mesmo ano, ela encerrou suas atividades como Pro Vice Chancellor Māori e assinou um contrato de curto prazo como Professora de Māori e Estudos Indígenas na recém-formada Faculdade de Māori e Estudos Indígenas.
Em setembro de 2020, a hashtag #BecauseOfLindaTuhiwaiSmith se tornou viral quando Smith fazia parte de um grupo de acadêmicos que escreveu uma carta aberta ao Ministério da Educação sobre racismo na educação e notícias de que seu contrato não seria renovado. Um relatório encomendado pela Universidade de Waikato sobre as reivindicações da carta constatou que "a instituição é estruturalmente discriminatória contra os povos indígenas Māori", mas não apoiou outras reivindicações da carta.
Em 2021, Smith ingressou no Te Whare Wānanga o Awanuiārangi como professora catedrática. Ela se tornou a primeira acadêmica Māori a ser eleita para a Academia Americana de Artes e Ciências em 2021.

## Vida pessoal
Smith nasceu em Whakatāne, Nova Zelândia. Seu pai é Sidney Moko Mead de Ngāti Awa, também professor; enquanto que sua mãe é June Te Rina Mead, nascida Walker, de Ngāti Porou. Ela recebeu o nome de Tuhiwai quando adulta.
Quando Smith era adolescente, ela se mudou para os Estados Unidos enquanto seu pai concluía seu doutorado. Sua família morava no sul do estado de Illinois e ela frequentou a Carbondale Community High School. Em seu tempo no sistema educacional dos Estados Unidos, Smith ganhou uma nova confiança como aluna. Mais tarde, Smith mudou-se para Salem, Massachusetts, onde trabalhou como assistente no Museu Peabody de Salem, digitando etiquetas no porão. Ao retornar à Nova Zelândia, ela aplicou seu valor da confiança dos alunos aos alunos da Nova Zelândia, especialmente aos alunos maori.
Na década de 1970, Smith foi membro fundador do grupo radical Ngā Tamatoa. Ela foi radicalizada pelos textos de Malcolm X e Frantz Fanon. Seu papel em Ngā Tamatoa era se comunicar com o povo Maori sobre o Tratado de Waitangi. Smith via a educação como a parte mais importante da luta maori pela liberdade.
Smith é casada com o colega acadêmico Graham Smith.

## Obras publicadas
- Smith, Linda Tuhiwai. Decolonizing methodologies: Research and indigenous peoples. Zed Books Ltda., 2013.
- Denzin, Norman K., Yvonna S. Lincoln e Linda Tuhiwai Smith, eds. Handbook of critical and indigenous methodologies. Sage, 2008. (em inglês)
- Smith, Linda Tuhiwai. "On tricky ground: Researching the native in the age of uncertainty. N. Denzin & Y. Lincoln (Eds. ) The Landscape of Qualitative Research." (2008): 113–143. (em inglês)
- Smith, Linda Tuhiwai. "Kaupapa maori research." Reclaiming indigenous voice and vision (2000): 225-247. (em inglês)
- Cram, Fiona, Linda Smith e Wayne Johnstone. "Mapping the themes of Maori talk about health." (2003). (em inglês)
- Smith, Linda Tuhiwai. "Building a research agenda for indigenous epistemologies and education." Anthropology & education quarterly 36, no. 1 (2005): 93–95. (em inglês)

### Em português
- Descolonizando metodologias: pesquisa e povos indígenas. Curitiba: Editora UFPR, 2018. ISBN 9788584801336